# Parsambilan
Parsambilan is een bestuurslaag in het regentschap Toba Samosir van de provincie Noord-Sumatra, Indonesië. Parsambilan telt 462 inwoners (volkstelling 2010).